# Andrzej Kasprzycki

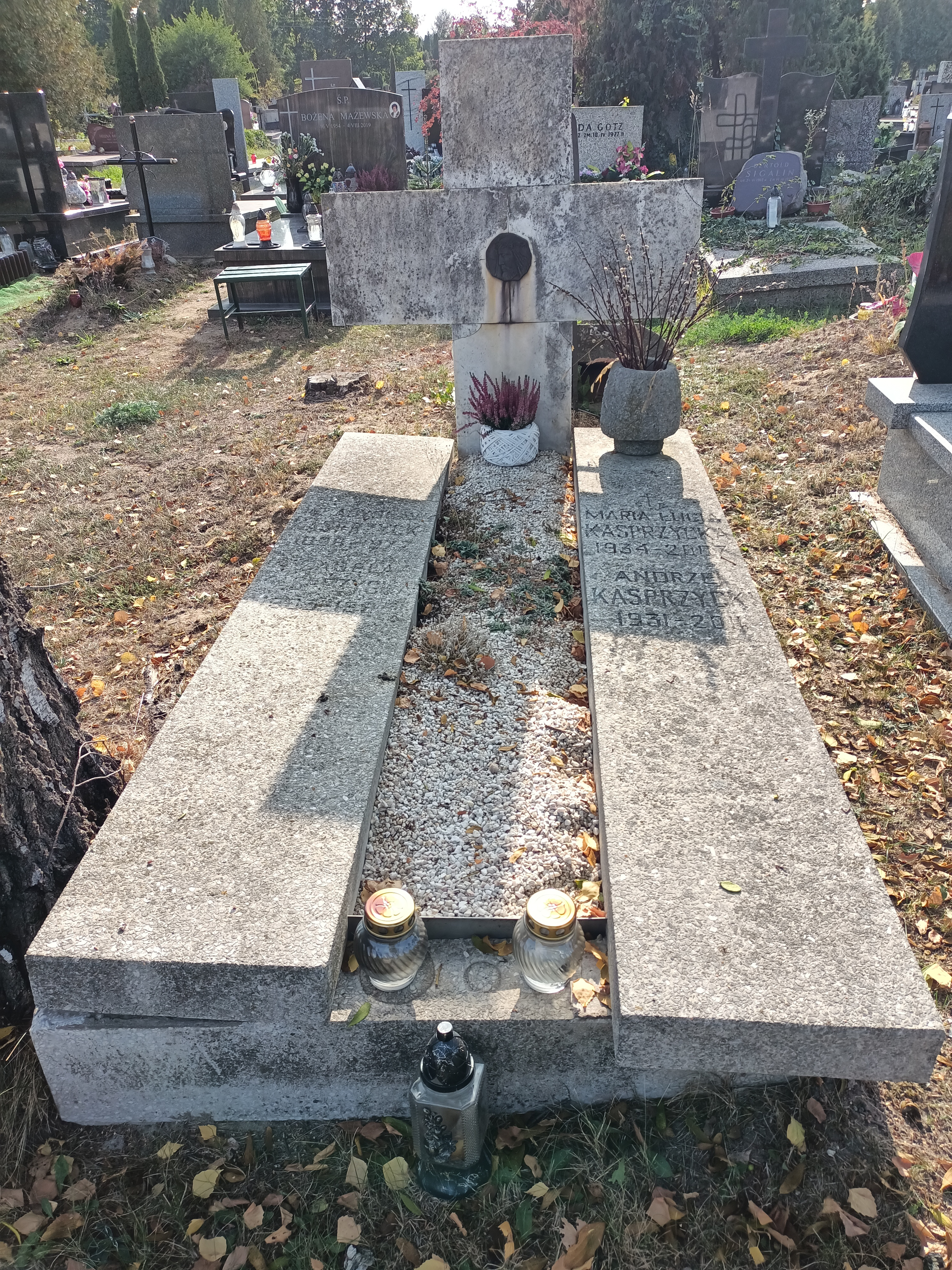
Grób Andrzeja Kasprzyckiego na cmentarzu Komunalnym Północnym w Warszawie

Andrzej Kasprzycki (ur. 31 stycznia 1931 w Poznaniu, zm. 22 lutego 2011) – polski lekkoatleta, specjalizujący się w biegach średniodystansowych.
Pochowany na cmentarzu komunalnym Północnym w Warszawie(kwatera: W-X-4, rząd:1, grób:20).

## Osiągnięcia
- Mistrzostwa Polski seniorów w lekkoatletyce
  - Gdańsk 1949 – srebrny medal w sztafecie 4 × 400 m
  - Katowice 1950 – złoty medal w sztafecie 3 × 1000 m, brązowy medal w sztafecie 4 × 1500 m
  - Warszawa 1951 – brązowy medal w sztafecie 4 × 400 m
  - Warszawa 1954 – brązowy medal w biegu na 800 m
  - Łódź 1955 – złoty medal w sztafecie 4 × 400 m
  - Zabrze 1956 – srebrny medal w sztafecie 4 × 400 m
  - Bydgoszcz 1958 – złoty medal w sztafecie 4 × 400 m
- Halowe mistrzostwa Polski seniorów w lekkoatletyce
  - Poznań 1951 – brązowy medal w sztafecie 3 × 800 m
- Memoriał Janusza Kusocińskiego
  - Warszawa 1954 – II miejsce w sztafecie 4 × 400 m
  - Warszawa 1955 – III miejsce w sztafecie 4 × 400 m
  - Warszawa 1957 – II miejsce w biegu na 800 m